# أوكساسيلين
أوكساسيلين (بالإنجليزية: Oxacillin)‏ هو مضاد حيوي من نوع بيتا لاكتام ذو طيف ضيّق، ومن عائلة البنسلين.
والدواء من شركة بيشام للأدوية.